# 卡爾希
卡爾希是位於南烏茲別克的城市。為卡什卡達里亞州的首府，2021年人口278300。卡爾希也是重要的天然氣產區。
该市主要民族有乌兹别克族，哈萨克族，吉尔吉斯族，塔吉克族以及俄罗斯族。卡尔希方言也被称作Qarshi tili，但是该国通用乌兹别克语。

## 历史
卡尔希历史悠久，古迹众多。在目前发现的公元4世纪的阿拉米语文献中，该地被称作尼赫沙帕亚（Nikhšāpaya），即是后来的那黑沙不（Nakhshab）。《魏书·西域传》中称诺色波罗国、那识波，《新唐书·西域传》作那色波、小史国，《元史》中称为那黑沙不（Nakhshab），阿拉伯地理文献中则称之为纳沙弗（Nasaf）。熊本本妙寺藏《大明国地图》将那黑沙不记作那哈沙，而在《混一疆理历代国都之图》中则记作那合。
1320年代，察合台的怯别汗在距原那黑沙不不远处营建宫室，迁都此地，改名为卡尔施（Qarshi），即蒙古语：，转写：qarsi，意为“宫殿”，该名一直沿用至今。1868年俄罗斯帝国攻占撒马尔罕后至1920年之前，卡尔希成为布哈拉埃米尔国仅次于布哈拉的第二大城市，人口有约6至7万。